# 에어백

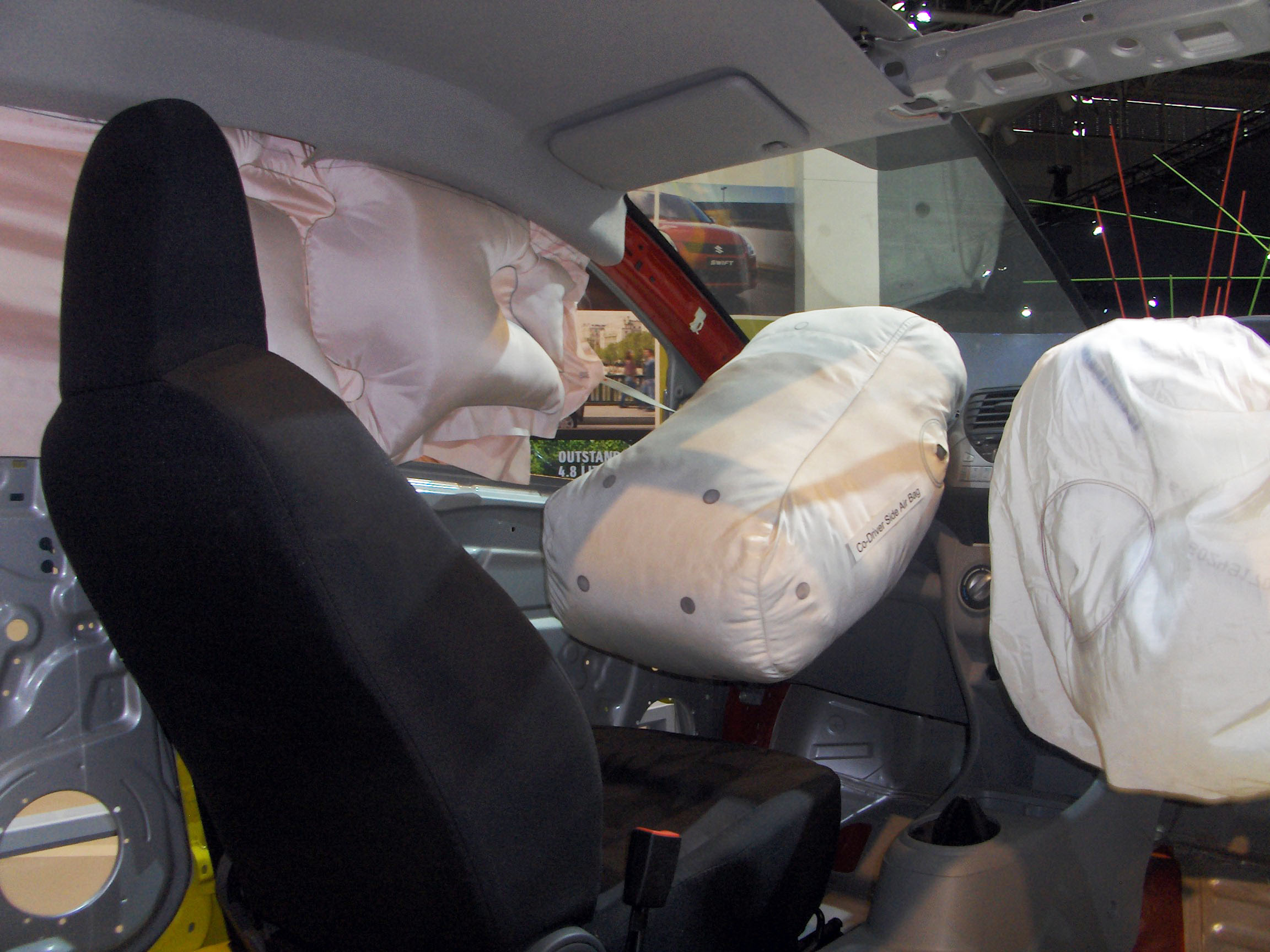
에어백

에어백(Airbag)은 자동차가 사고로 충격을 받았을 때 운전자와 동승자의 부상률을 낮춰주는 공기주머니 장치이다. 좌석의 전면이나 측면에 설치한다. 자동차가 사고로 충격을 받으면 센서가 작동해 차량 내부에 설치한 공기주머니인 에어백이 터진다. 현대자동차와 기아자동차의 경우, 최근 출시하는 신차 일부에 4세대 어드밴스드 에어백을 적용한다. 하지만 어드밴스드 에어백이 있어도 자동차에 타면 먼저 안전벨트부터 바르게 착용하여야 한다. 탑승자가 키가 작은 어린이이면 반드시 뒷좌석에 설치한 카시트에 태워야 한다. 카시트를 앞좌석에 설치하면 에어백과 어린이 카시트의 거리가 가까워 사고가 나면 어린이에게 심각한 부상을 낸다.

## 역사
1953년에 미국인 토목 기사 존 헤트릭이 에어백 특허를 냈다. 초기 제품은 자동차 후드 밑에 압축 공기를 두고 차량 여러 곳에 공기주머니를 설치해서 충돌로 관성 질량이 가해지면 주머니 안에 공기가 주입되는 방식이었다. 그 후 1968년 탤리 디펜스 시스템즈에서 일하던 미국인 화학자 존 파에츠가 아지드화 나트륨과 금속 산화물을 이용한 고체 추진체를 개발했다. 이 최초의 질소 생성 고체 추진제는 성능이 뛰어나 기존 장치를 밀어내고 널리 보급되었다. 현재 모든 차량에 설치하는 다양 에어백은 질소생성 고체 추진체 방식이다.

## 작동 원리
차량 속도가 갑작스럽게 떨어지면 에어백에 달린 충돌 센서가 기폭제에 전기 신호를 보낸다. 그러면 가느다란 전선이 과열되면서 아지드화 나트륨을 주원료로 만든 신관에 불을 당겨 화학 반응을 일으킨다. 불꽃 연쇄 반응이라는 이 과정에서 무해한 질소가 발생하여 에어백을 부풀렸다가 사람이 에어백에 부딪히고 나면 뒤쪽 구멍으로 빠져나간다. 에어백이 부풀어 오르는 시간은 0.08초 정도이고, 0.1초 만에 쭈그러들어 0.33초경에는 공기가 완전히 빠진다. 에어백은 일회용이므로 한 번 터지면 반드시 자동차 정비소나 대리점에 가서 교체해야 한다.

## 같이 보기
- 안전벨트